# Teatro Popular de Vanguardia
El Teatro popular de Vanguardia, o TPV fue un legendario elenco teatral de Asunción, Paraguay, formado a mediados de la década de 1960.
Fue fundado por Oscar Wespel y un numeroso grupo de jóvenes paraguayos. Entre los directores pueden citarse a Rudy Torga (Gabino Ruiz Díaz Torales), Antonio Pecci y Hugo Herrera. Entre los escenógrafos que colaboraron con el TPV, puede citarse al célebre Hermann Guggiari, más conocido como escultor.

## Fundación
La fundación se produce a fines de 1963 y comienzos de 1964.
Oscar Wespel, el fundador del elenco, tenía experiencia como director y actor de teatro en la Argentina,(Buenos aires). Fue elegido como director del elenco por el grupo de jóvenes integrantes de la primera muestra teatral que realizó la compañía teatral.
El elenco atravesó varias etapas. Al alejarse Oscar Wespel del Paraguay, se sucedieron varios directores y miembros del elenco.  Entre los integrantes de los diversos elencos, puede citarse a Humberto Gulino ( "Periquita" en sus inicios, "Yayo" después), Natasha Zeman, Tomás Cataldo, Ángel Yegros, Ñeco Rabito, Erenia López, Julia Tavarelli, Rudy Torga, Antonio Pecci, Albino Galeano Mora (el Ñaca o Ñakaniná), Leticia Godoy, Estela Lamar, el poeta y literato Víctor J. Flecha, Ramón del Río (el inolvidable "Ramoncito", uno de los grandes actores del teatro popular paraguayo y también del escaso cine) y posteriormente muchos otros.-
El inicio de las actividades del TPV, según Wespel, es alrededor de fines de abril de 1964, (él hubo llegado el 24 de marzo de ese año), en lo que éste dio en llamar “El Encuentro del Capri” que se produjo, casualmente, entre Natacha (Zeman), Angel (Yegros) y William (Riquelme) y el ya aludido Wespel.
Fue entonces cuando se convino una reunión de apertura a la que fueron concurriendo los demás interesados de la primera hora. Con ellos se dio principio a una instrucción básica, planificándose y empezándose a ensayar la Primera Muestra Teatral. La primera mención documentada del elenco del TPV figura en la publicación “400 años de Teatro Paraguayo”, edición de la Municipalidad de Asunción, 1970, página 232: "...Más reciente es el TPV (Teatro Popular de Vanguardia) fundado por el argentino Oscar Wespel y que es primer conjunto local que dio pantomima; entre sus jóvenes componentes puede citarse a Gabino Ruiz Díaz Torales, Jacinto Flecha, Natacha Zeman...".
La recopilación de estos antecedentes es obra de las literata, docente, organizadora y poetisa Josefina Plá. En tan documentada publicación figuran (página 238) como representadas en 1913, Otelo, Hamlet y Romeo y Julieta, de Shakespeare (no se menciona nombre del traductor) y este apéndice confirma de este modo que no fue el TPV quien representó por primera vez obras de este autor en el Paraguay.

## Historia
Las primeras reuniones para integrar el grupo con Oscar Wespel fueron propiciadas por Humberto Gulino.
Tomás Cataldo y Natasha Zeman se integran para la segunda Muestra y Antonio Pecci juntamente con Rudy Torga, en la Tercera Muestra.
En esa época, el estudiante de arquitectura Humberto Gulino había iniciado la creación de un Elenco Experimental de Teatro en la Facultad de Arquitectura de la Universidad Nacional de Asunción, donde Tomás Cataldo también participó inicialmente, apoyándolos e integrándose Albino Galeano Mora, miembro del Centro de Estudiantes.
Los ensayos se hacían los sábados, en el Taller Vertical "D". Allí nació el término de "Yayo", con el cual se reconocían éstos y que después tuvo una cierta difusión generalizada. A Natasha le correspondió ser la primera  "Yaya ".
Lo que pudo haber ocurrido en el Taller Vertical “D” no fue comentado en el primer elenco y aparentemente no está documentado. Puede insistirse en que Yayo o Yaya eran (o no) todos o cada uno, según el humor del Dr. Arámbulo, allegado al grupo y que lo usaba de acuerdo a su talante de cada día. Luego, con algún sarcasmo, lo hacían irónicamente algunos integrantes del elenco para denominarse entre ellos y ellas. Si el uso de este término fue anterior pero en otras circunstancias, no haría a la historia del TPV, como tampoco lo haría que antes del elenco Oscar Wespel haya usado el “che” o al venezolano amigo Fernando Jiménez Murcia el muy chileno “¡di tú!”.
Primera Muestra Teatral
El TPV inicio sus actividades con un festival de pantomima.
Este elenco estaba integrado por:
- Enrique Carega
- Beatriz Ferreira
- Gloria Ferreira
- Humberto Gulino
- José Antonio Pratt
- William Riquelme
- Clara de Wespel
- Oscar Wespel
- Angel Yegros
- Natacha Zeman
- Juan M. Prieto
- Eduardo Rial
- José M. Rivarola
- Adolfo Rulfo
- Irene Schulz
- Dirección general: Oscar Wespel
- Asistente de Dirección: Clara de Wespel (Clarita)
- Diseño de la portada del programa: William Riquelme

Segunda Muestra Teatral:
En la Segunda Muestra Teatral, se presentan dos partes: la primera espectáculo de pantomimas; la segunda, introduce la farsa en el TPV: "El muy doloroso romance y cruelísima muerte de Píramo y Tisbe (William Shakespeare). Posiblemente es la primera presentación en el Paraguay de una obra de Shakespeare.Réquiem para una Flor o Lo que no mata engorda” número que permitió presentar al grupo en su primer trabajo colectivo, con actuación de la totalidad de los integrantes y que fuera “lo más acertado” según una crítica publicada con motivo de esa presentación. Hay quien considera que este trabajo grupal es el que transforma al grupo en Elenco. (Ver copia de dicha crítica). Este elenco estaba integrado por los integrantes del elenco: Tomás Cataldo, Humberto Gulino, Adolfo Rufo Medina, Francisco Ortola, Manolo Prieto, José María Rivarola, Raul Suárez, Clara de Wespel, Oscar Wespel y Natacha Zeman. Como aspirantes estaban Juan E. Casco, Yiyo Lezcano y Lelia Zabala. Dirección General: Oscar Wespel/ Asistente de Dirección: Natacha Zeman'
Tercera Muestra Teatral: Recital de farsas.
En esta muestra, se abandonó la Pantomima, volcándose decididamente a la Farsa. Se presentaron tres obras, una de García Lorca, otra de Oscar Wespel (tragifarsa) y una de Shakespeare.
Los integrantes de este elenco, ya decididamente teatral fueron: Tomás Cataldo, Victor J. Flecha, Albino Galeano Mora, Humberto Gulino, Adolfo Rufo Medina, Francisco ôrtla, Antonio Pecci, Rudi Torga, Rodolfo Rodríguez, Clara de Wespel, Oscar Wespel y Natacha Zeman. Aparece como primer Jefe de Electricistas: Hansi Shwistulla. Lotte Schultz hace el boceto y realización de la portada del programa. Asistente de Dirección: Natacha Zeman. Dirección General, Oscar Wespel.
Entre las primeras obras de farsas (Tercera Muestra), se representó, la única obra de autoría de Oscar Wespel. ( "Tragifarsa del Hombre que se fue fiel"). Fue interpretada y dirigida por él, participando como actores Humberto Gulino y Albino Galeano Mora y otros, siendo el técnico de Luces y Sonidos, Hansi Shwistula, en tanto que Ñeco Rabito, se inició como aspirante( el inolvidable "tachero" de allí en adelante).
Una breve nota acerca de la obra, la realizó "Tabaco" Arguello (Argüello, Manuel E. B.), en el despareciendo diario La Tribuna. "Tabaco" Arguello hizo fotografiar a Oscar Wespel en esa ocasión, cuando este estaba distraído. Es una toma de semiperfil de Oscar Wespel con los protagonistas.
Esta foto es posiblemente la única en donde Wespel fue retratado en escena, y uno de los pocos retratos del mismo, ya que era renuente a todo tipo de exhibicionismo. Debería rescatarse este documento en los viejos archivos del diario La Tribuna.
- Antonio Pecci, llegó a ser un consumado mimo, influenciado por Oscar Wespel, que era un experto en la materia. Antonio Pecci fue uno de los que inició, influenciado por sus lecturas de Einseistein, la introducción del concepto de Montaje en el teatro, sobre la base de la concatenación simultánea de la expresión verbal (guion literario - La expresión corporal - guion de la acción - los efectos sonoros - guion del sonido - efectos lumínicos (guion de Luces).- El otro fue, antes que él, el iniciador del Teatro Independiente paraguayo, Tito Jara Roman, (Tito "Jarro·)fundador del TEA - Teatro Experimental Asunceno en 1958 quien era un admirador ferviente de las técnicas de Eineistein y estudioso del teatro ruso contemporáneo.-

- Rudy Torga compartía básicamente el concepto, que ya había esbozado Wespel, pero daba suma importancia al efecto de No Distanciamente del actor. Hacia mucho hincapié en la identificación con el personaje. Era un profundo analista de la Proxemia en el teatro. Dueño de una hermosa voz y voluminoso cuerpo, se preocupaba mucho de la expresión oral y el movimiento escénico.-

- Hugo Herrera, en cambio, tenía un matiz más Brechtiano, dando importancia al Distanciamiento.-Con varios integrantes del TPV, y otras personas, también fundó el GTPF - Grupo de Teatro Paraguayo-Francés - que contaba con el apoyo de la Embajada Francesa en el Paraguay

- El equipo técnico del TPV estuvo a cargo mucho tiempo, de Ñeco Rabito, E.Schaerer ("gringo") y A. Galeano Mora, los dos primeros Expertos en iluminación, sonido (sobre todo Rabito) y electricistas, el último encargado de la utilería y menesteres relacionados con la puesta en escena.

- Humberto Gulino también se caracterizaba por su expresión corporal, producto de años de estudio de la expresión corporal con Wespel: trataba de hacer realidad aquello de Shakespeare en Hamlet: "que la palabra corresponda a la acción y la acción a la palabra". Perfeccionista de la gestualidad, pasaba horas ensayando mínimos gestos. Dedicaba mucho tiempo a estudiar la expresión corporal y los gestos de actores famosos del cine y el teatro, entre ellos Marcelo Mastroiani. Fue también un excelente mimo. Posteriormente, se dedicó un tiempo a los Títeres, creando el teatro de títeres "Don Policarpo", llegando a ser un experto titiritero.Una de sus recientes presentaciones como actor, la hizo en la Provincia de Formosa, representando el papel protagónico de José Asunción Flores, en una obra referida a la vida y las creaciones de este genial músico paraguayo.-

- A un año escaso desde su primera presentación, el elenco con su primera línea de conducta, consigue actuar en el Ignacio A. Pane (como se llamaba entonces el Teatro Municipal de Asunción) y consigue que los integrantes de la familia teatral de la Ciudad los considere como “del ambiente” sin que para eso hicieran ninguna concesión ni debieran “bajar la guardia”.

El señor Hansi Shwistulla, todo un caballero y todo un profesional, era el técnico rentado que formaba parte de la planta del personal de la Municipalidad afectado a dicho Teatro y tenía a su cargo toda la ejecución de la planta escénica. Junto a él estuvo Antonio Pecci a cargo de las indicaciones para el manejo de la planta lumínica que obligatoriamente debía ser operada en forma personal por el profesional rentado de acuerdo al reglamento interno de ese Teatro.
De haber una nota con fotografía de Oscar Wespel, no figura en la página Wiki pero la única nota que puede aportarse es la de La Tribuna (7/agosto/64) y fue hecha (no por ese señorazo y buen amigo que era “Tabaco” Argüello) sino por otro señorazo y buen amigo: Jesús Ruiz Nestosa bajo el titular "Oscar Wespel en el TPV".
En esa nota periodística, Oscar Wespel contesta al reportaje con frases que muestran su filosofía, el plan de acción del equipo y las bases sobre las que apoya el futuro plan de organización del elenco, con o sin líderes circunstanciales.
Todas las actividades del TPV no figuran las que se hacían en forma paralela, tales como funciones especiales para clubes, ateneos, clases en institutos oficiales o privados, presentación de libros, funciones con debate y muchas otras andanzas.
Posiblemente, ninguno de aquellos integrantes recuerde quienes pedían ese tipo de colaboraciones, pero el grupo estaba siempre dispuesto para prestarlas (con o sin cargo).
Menos todavía se habla de las actividades fallidas del elenco, como por ejemplo la frustrada puesta del "Centro - Forward Murió al Amanecer", que debió abortarse con el elenco completado, la planificación general ya estructurada y los ensayos avanzados.
Lamentablemente no pudo concretarse esa puesta en escena donde Oscar Wespel descansaba los protagónicos en los integrantes del elenco, asumiendo él dos papeles cortos (no hay papeles pequeños) que permitían exigir a los integrantes en los roles mayores.
Fue en esa época que conocimos al actor y caminante Fernández Jiménez Murcia, venezolano con experiencia en los teatros oficiales chilenos y que acompañó al elenco durante esos tiempos de combate a favor del Teatro. De él la crítica que figura anexa y que lleva como autor a las iniciales J.F.M.
Hay noticias de que luego de algún tiempo se estrenó "El Centro - Forward", bajo la dirección de Rudy Torga, ya que no hay programa, fotos y otros documentos. Pero la imposibilidad de llegar con esa puesta fue la causa del formato y programa de la Tercera Muestra donde se presentaron tres farsas breves en lugar de la obra que se mencionó, y debió ser suspendida antes de su presentación.
Además y fuera de programa, cabría aclarar que Oscar Wespel no creía en que fuera minimalista y purista, pero siempre se le podía escuchar decir: –Y... si se ponen a escuchar la música, a mirar el decorado o la escenografía, quiere decir que se aburren. Si fuera así, mejor que nos vayamos y no les hagamos perder su tiempo.- Se acompañan a todos estos comentarios, los fascímiles de la mayor cantidad de programas, fotos, notas periodísticas y todo lo demás y un folletito que hizo imprimir Oscar Wespel.
Pese a no ser posible, podría tratar de sintetizarse, durante esa época, el avance del TPV de acuerdo a la siguiente escala: Encuentro del Capri: “grupete”. Instrucción y ensayos de la Primera Muestra: Grupo.- Puesta de esa Muestra: Equipo.- Puesta de la Segunda Muestra (y a partir de entonces): Elenco.- La partida del primer director, obligada por razones familiares que hubo que satisfacer en Buenos Aires, coincidió con la llegada a Asunción de Hugo Herrera a quien Wespel sigue agradeciéndole sus especiales atenciones y apoyo en sus momentos difíciles.- - ¡Che, Horacio... the rest is silence!

## La escenografía
En La escenografía pueden distinguirse 4 etapas:
- 1) La etapa minimalista  y purista de Wespel, sobre la base de cámara negra, Luces y escasos elementos escenográficos:

- 2) la escenografía constructivista  de la obra "Karu Pokâ" ( escenografía "comodín" para otras obras de  Julio Correa  de A. Galeano Mora. Esta obra fue Dirigida por Rudy Torga y representada en el Auditorio del Ministerio de Obras Públicas de entonces. Como esta obra estaba destinada para ser representada en el interior, el colectivo grupal sugirió la introducción de elementos típicos del hábitat rural. Básicamente se basaba en el concepto de Wespel, con cámara negra y elementos contrastantes blancos, El fondo constituía un Culata Jovai (culáta yobái) esquematizado con cordones, el cual - así como otros elementos - aparecía o desparecía con el uso de la Luz negra (notable técnica y efecto que inauguró Hermann Guggiari en el Teatro Municipal de Asunción, en una obra dirigida por Roque Centurión Miranda. Herman Guggiari utilizó la luz negra para permitir el cambio de la escenografía mediante el uso de la luz, con elementos fijos. Es un trascendente aporte original de Guggiari, conceptual, estético, técnico y económico al que nadie ha prestado suficiente atención hasta el presente, una gran contribución del teatro paraguayo a la técnica de la representación del espacio escénico, no meramente efectista ni esteticista como suele emplearse la luz negra) y una rueda de la carreta típica paraguaya. La puesta y la escenografía merecieron una nota de Tabaco Argûello en el diario "La Tribuna", que conocía el tema por haber participado como actor en la puesta del gran Roque Centurión Miranda. En esta obra estaba construida una sola escenografía fija, la cual se transformaba en 4 espacios diferentes con el uso de la luz negra en combinación con elementos livianos y otros colores adecuados, (un pórtico romano con columnas, el interior de un palacio romano, el espacio exterior circundante, y el espacio posterior o fondo, con una rampa ascendente desde cuyo final, el protagonista se arrojaba al precipicio). En esta obra también subió a escena por primera vez Rudy Torga, haciendo un papel secundario, el de un esclavo romano. Rudy en esa época, se desempeñaba como Agente de Policía - "Tahachi" -encargado de la guardia del Correo Central, edificio que queda al costado del Teatro Municipal de Asunciòn).-

- 3) La escenografía a colores y de amplio despliegue formal con mucho efecto visual -   - realizada por el Arq. N.Benítez ("Huevo" Benítez)para "Doña Rosita La Soltera" de García Lorca, dirigida por Rudy Torga y representada en el Teatro Municipal de Asunción. Previamente, Wespel introdujo el uso del color como acento dinámico muy contenido, especialmente en el vestuario, en la representación de una farsa de García Lorca.-

- 4) el simbolismo abstracto escenográfico de Herman Guggiari, para la obra "La máquina de sumar" de Elmer Rice), dirigida unicialmente por Gulino. Al alejarse Gulino a la Argentina quedó como Director Rudy Torga. Fue representada en el Teatro del Centro Cultural Paraguayo-Americano. El efecto más importante de esta escenografía eran un mar de números flotantes, que pendían sobre los actores. Herman Guggiari aplicó en esta obra, quizá por última vez, su técnica de  Luz Negra  para lograr este efecto, en cuya operación y detalles prácticos se destacó Schaerer. Con esto se volvió a la escenografía despojada inicial del TPV, introducida por Wespel.-

El primer director lamenta no haber llegado a conocer a Ramón “Ramoncito” del Río ni tampoco (pese a haber conocido personalmente a tan importante escultor) saber del aporte de Germán Guggiari como escenógrafo del elenco. ¿Hay fotos de La Máquina de Sumar?.-

## El primer teatro rural portátil, desmontable e itinerante
Para la Representación de Karu Pokâ ( Y DE "ñANDE MBA'ERA'¨Y" así como de "SANDIA YVYGUY", todas de Julio Correa, que Rudy Torga pensaba realizar) especialmente en el medio rural, el equipo técnico mencionado anteriormente, diseñó y construyó el primer Escenario portátil experimental, cuya estructura era de perfiles metálicos livianos, inspirados en las estructuras desmontables del teatro de títeres. Humberto Gulino, que en esa época empezó a estudiar los títeres, sugirió valiosas ideas y experiencia en este asunto. En esta estructura se integraban los circuitos eléctricos y las luces. Tito Jara Román también aportó su inestimable experiencia.- La escenografía para esta obra, mencionada más arriba, fue realmente una escenografía "comodín" para la representación de las obras de Julio Correa, en la época de la dirección de Rudy Torga.- Una anécdota en relación con el uso del teatro portátil, fue que un espectador campesino. montado a caballo, se indignó tanto con el personaje perverso que representaba Rudy Torga, que se acercó al tablado, y lo derrumbó a golpes de "guacha" (fusta criolla), arrastrando parte de la estructura de perfiles.-

## Organización económica-financiera
En la organización y gestión económica, actuaron varias personas en las distintas etapas.
- En un principio, Wespel, que como Agente de Seguros Generales, poseía experiencia en la materia. Una de las primeros auspiciantes fue la Industria PPPP (Primera Productora Paraguaya de Plásticos).Luego se destacó A. Gallegos, quien logró organizar adecuadamente la promoción y aspectos económicos-financieros durante su colaboración. La tarea de Gallegos fue muy importante, ya que consiguió patrocinios de empresas comerciales, para la publicidad, la impresión de programas y aportes directos - no muy considerables - que permitieron un cierto desahogo de las escuálidas finanzas del grupo.

- Debe aclararse que Wespel no fue jamás agente y mucho menos de seguros generales. La P. P. P. P. era dirigida por el padre de Natacha a quien además de su apoyo económico, el elenco le confiscó un sobre todo para la Tercera Muestra Teatral. El Dr. Tomás Arámbulo puso lo suyo como así también “R”, la más importante agencia de Publicidad de Paraguay, propiedad de los Riquelme, familiares directos de William, uno de los fundadores. Todos ellos relacionados con Asunción, luego con el T.P.V.- Hay algunas publicidades de abogados, de Continental Turismo y Varig, que alguien consiguió y salvo que haya documentación de la gestión hecha por los recaudadores directos, se han perdido las pistas de su intervención en esas tiradas de manga. Hay reproducción de programas y folletos originales con esos “avisos”. Falta el homenaje a una de las más delicadas y poderosas artistas que tenía también en esa época el Paraguay, la señora Lotte Schultz que -amistosa y cariñosamente- miró al nuevo grupo desde su capacidad y lo ayudó desde su altura, sabiendo que el equipo empezaba por un buen camino.

## Documentos y archivos
El archivo más completo acerca del TPV, es la colección de fotos, programas, y notas periodísticas del archivo personal del actor Humberto Gulino, como así también el de Antonio Pecci, y el que dejara Rudy Torga, sin descontar los documentos que los diversos integrantes resguardaron. Debería reunirse, de algún modo, todos estos documentos.
El TPV constituyó por muchos años, la expresión más avanzada de teatro independiente en el Paraguay, siendo combatido por las tendencias retrógradas, pese a lo cual, su papel fue decisivo en la historia del teatro paraguayo, especialmente en el teatro de contenido social.

## Apoyos y cooperación
Muchas de las personalidades más avanzadas del mundo artístico, plástico y literario de la época, apoyaron a este grupo, para los cuales era indudablemente, como lo decía su nombre, la vanguardia teatral paraguaya independiente. Entre ellos pueden contarse el actor, director y crítico de teatro "Tabaco" Arguello, el premio (post-dictadura de Stroessner) Nacional de Literatura José Luis Appleyard, el filósofo y esteta Pelayo García (profesor de Historia del Arte en la Facultad de Arquitectura, y profundo analista de la Estética de Hegel, al cual estudió en universidades alemanas)y posteriormente Rector de la Universidad Católica de Asunción, el poeta Víctor Jacinto Flecha, su colega Jacobo Rauskin ("La mosca blanca").
Tabaco Arguello tiene el mérito de haber sido uno de los pocos que apoyó al TPV desde sus inicios en la prensa de entonces, ya que era uno de los críticos de teatro del desaparecido diario La Tribuna de Asunción, donde también José Luis Appleyard colaboraba.
En esa época, José Luis Appleyardinició una serie de relatos con el lenguaje popular paraguayo en "yopará", siendo uno de los pocos que se dedicó al estudio del lenguaje popular y lo volcó a la literatura, asunto que no ha merecido muy poca atención y análisis, salvo alguno que otro comentario.
También tenía su escogida "hinchada tecnocrática" - como algunos la calificaban en son de chanza - como el ingeniero Vicente Pistilli, el ingeniero Luis Volta Gaona y el arquitecto Luis D. Pozzo Cabañas, conocidas personalidades del mundo universitario de entonces.